# Take No Prisoners (jeu vidéo)
Take No Prisoners est un jeu vidéo d’action développé par Raven Software et publié par Red Orb Entertainment le 30 septembre 1997 sur Windows. Le jeu se déroule à San Antonio au Texas dans un futur apocalyptique. Le joueur incarne Slade, un soldat recruté par un industriel pour récupérer un cristal caché dans les ruines de San Antonio. Pour le récupérer, il doit se frayer un chemin à travers la ville en combattant ses habitants transformés en mutants par les radiations. Le jeu se déroule dans un environnement en trois dimensions que le joueur observe en vue du dessus. 

## Accueil
| Take No Prisoners |      |       |
| Média             | Pays | Notes |
| GameSpot          | US   | 70%   |
| Gen4              | FR   | 3/5   |
| Joystick          | FR   | 80 %  |
| PC Jeux           | FR   | 75 %  |